# 斯文·乌特斯特伦
斯文·乌特斯特伦（瑞典語：Sven Utterström，1901年5月16日—1979年5月7日），瑞典男子越野滑雪运动员。他曾代表瑞典参加1928年和1932年冬季奥林匹克运动会越野滑雪比赛，获得一枚金牌。